# Quinn Wheeler
Quinn Wheeler (ur. 18 sierpnia 1974) – bobsleista pochodzący z Wysp Dziewiczych Stanów Zjednoczonych. Uczestnik Zimowych Igrzysk Olimpijskich w Salt Lake City, gdzie wraz z Zacharym Zollerem zdobył 36 przedostatnie miejsce wśród załóg, które dotarły do mety, wyprzedzając jedynie reprezentacje Trynidadu i Tobago.